# Polska gola!
Polska Gola! – album muzyczny zawierający utwory różnych, polskich wykonawców muzycznych, którego motywem przewodnim jest polska piłka nożna. Muzyka przez nich tworzona należy do nurtu punk rock, w szczególności do stylu street punk / oi!. Album został wydany przez wytwórnię Olifant Records. Miało to miejsce w 2006 r. W ramach albumu dwanaście utworów muzycznych nagranych przez dwunastu wykonawców zamieszczono na płycie kompaktowej.

## Historia
Album muzyczny „Polska Gola!” został wydany przez wytwórnię Olifant Records w 2006 r.. Znalazło się na niej 12 utworów muzycznych. Jak podkreśla wydawca tego albumu, utwory muzyczne zamieszczone na płycie zostały nagrane przez zespoły muzyczne, których członkowie sami są kibicami sportowymi. Powstał więc – według wydawcy – album muzyczny stworzony przez kibiców dla kibiców. Wydawnictwo ukazało się z okazji zbliżających się wówczas mistrzostw świata w piłce nożnej mężczyzn rozegranych w Niemczech (Mistrzostwa Świata w Piłce Nożnej 2006).
W 2012 r. w związku z organizacją turnieju Euro 2012 przez Polskę i Ukrainę wydano drugą część składanki, z doborem wykonawców i utworów opartym na analogicznych jak dla części pierwszej wyżej wymienionych zasadach. Część wykonawców z niniejszego wydawnictwa, ma również utwory zamieszczone w części drugiej, ale już inne niż w opisywanej tu części pierwszej. Część druga otrzymała tytuł „Polska gol vol. 2”.
Po pojawieniu się na rynku drugiej części składanki w części opracowań pojawiło się określenie dla niniejszego albumu jako części pierwszej z odpowiednim rozszerzeniem nazwy o frazę „vol. 1” – „Polska Gola! vol.1” – której nie ma w oryginalnym tytule.

## Muzyka
Muzyka prezentowana przez wszystkich wykonawców, których utwory zamieszczono w albumie, zaliczana jest do gatunku muzycznego jakim jest rock, przy czym grane przez nich kompozycje należą do nurtu punk rock. W szczególności są to kompozycje muzyczne w stylu street punk / oi!.
Utwory muzyczne zamieszczone w albumie zostały dobrane według kryterium dotyczącego polskiej piłki nożnej, a w szczególności polskiej reprezentacji narodowej w piłce nożnej mężczyzn, polskich drużyn piłkarskich różnych klubów sportowych, piłce nożnej jako dyscyplinie sportowej oraz kibicowaniu.

## Album
„Polska Gola!” jest albumem kompilacyjnym. Jako nośnik danych wykorzystano jedną płytę kompaktową. Zamieszczono na niej 12 utworów muzycznych. Czas trwania nagrań wynosi 36 minut i 9 sekund. Album w ramach katalogu wytwórni Olifant Records ma przypisany identyfikator – Olifant Records 017 (OLIFANT017). Dystrybucję wydawnictwa prowadził sam wydawca – Olifant Records oraz Rockers Publishing (RockersPro). Inne identyfikatory i oznaczenia przypisane do albumu: EAN 5000000039296, Matrix / Runout: ALT 1204, Mastering SID Code: IFPI LT57, Mould SID Code: IFPI Z935. Odpowiedzialnym za design wydawnictwa, w tym projekt i wykonanie okładki, był Łukasz Kowalczuk. Tłoczenie płyt wykonała firma Alternati Projekt (identyfikator albumu: ALT 1204). W opakowaniu albumu umieszczono wkładkę z podstawowymi informacjami o poszczególnych utworach, ich nagraniu, składem niektórych grup oraz tekstami piosenek.

## Wykonawcy
W albumie zamieszczono utwory dwunastu zespołów muzycznych, po jednym każdego z nich. Są to następujące grupy muzyczne: All Bandits, BTM, Contra Boys, Faul, Lumpex 75, Ramzes & The Hooligans, Rezystencja, The Gits, The Junkers, The Trinkers, Werwolf 77. Każdy z wyżej wymienionych wykonawców dokonywał nagrań zamieszczonych w albumie utworów niezależnie od pozostałych zespołów w różnym czasie i miejscu.

## Utwory

### Zestawienie utworów
| lp. | Wykonawca              | tytuł                           | czas (min:sek) |
| --- | ---------------------- | ------------------------------- | -------------- |
| 1   | All Bandits            | Polska Gol!                     | 04:44          |
| 2   | Contra Boys            | Zwycięstwo                      | 02:59          |
| 3   | The Gits               | Czy w czas dobry czy w czas zły | 02:19          |
| 4   | The Junkers            | Kibice                          | 02:51          |
| 5   | Ramzes & The Hooligans | Ważny dzień                     | 02:55          |
| 6   | Lumpex 75              | Bez waśni                       | 04:39          |
| 7   | The Trinkers           | Nasze Orły                      | 02:15          |
| 8   | Faul                   | Polska                          | 02:49          |
| 9   | Werwolf 77             | Gooooool!                       | 02:10          |
| 10  | Rezystencja            | Biało-czerwoni                  | 02:51          |
| 11  | BTM                    | Mecz                            | 02:23          |
| 12  | Krzyżacy PL            | Górą Nasi                       | 03:09          |

### Utwory, ich twórcy i nagrania

#### All Bandits – Polska Gol!
Utwór muzyczny zatytułowany „Polska Gol!” został zamieszczony w albumie na pozycji numer 1. Został on nagrany przez zespół muzyczny All Bandits. Autorem muzyki i tekstu piosenki jest Bandzior – Radosław Augustynów, członek kapeli. Nagrania utworu dokonano w dniu 24.03.2006 r. Miało to miejsce studiu nagraniowym Sonic Vibe Studio we Wrocławiu. Utwór przed wydaniem składanki nie był nigdzie wcześniej publikowany.
W nagraniu utworu uczestniczyli następujący muzycy, którzy pełnili podane funkcje i grali na wskazanych instrumentach muzycznych:
- Bandzior (Radosław Augustynów): wokal, gitara[8][21][28]
- Mały /gościnnie/: gitara basowa, wokal w tle
- Mamuń /gościnnie/: perkusja, wokal w tle[8][26].

#### Contra Boys – Zwycięstwo
Utwór muzyczny zatytułowany „Zwycięstwo” został zamieszczony w albumie na pozycji numer 2. Został on nagrany przez zespół muzyczny Contra Boys. Autorem muzyki i tekstu piosenki jest zespół Contra Boys. Nagrania utworu dokonano w dniach 18-19 marca 2006 r. Miało to miejsce studiu nagraniowym UNDG we Wrocławiu. Utwór przed wydaniem składanki nie był nigdzie wcześniej publikowany. Natomiast później został zamieszczony w albumie zespołu Contra Boys zatytułowanym „Śląsk To My”, ale tylko w wydaniu z 2013 r. (reedycja, Olifant Records) i tylko w wersji tego wydawnictwa opublikowanej na płycie kompaktowej, w ramach kilku ścieżek bonusowych umieszczonych na końcu albumu.

#### The Gits – Czy w czas dobry czy w czas zły
Utwór muzyczny zatytułowany „Czy w czas dobry czy w czas zły” został zamieszczony w albumie na pozycji numer 3. Został on nagrany przez zespół muzyczny The Gits. Jest to utwór tradycyjny. Utwór ukazał się wcześniej w albumie „Holiday In Majdanek” zespołu The Gits wydanym w 2003 r.. Nagrań do tego albumu dokonano w listopadzie 2002 r. i kwietniu 2003 r. Miało to miejsce studiu nagraniowym Marton Studio w Lublinie.
W nagraniu utworu uczestniczyli następujący muzycy, którzy pełnili podane funkcje i grali na wskazanych instrumentach muzycznych:
- Marek Korczakowski: keyboard
- Mister Twister: perkusja
- Młody Patyk: gitara basowa, wokal w tle[26][33]
- Patyk (Paweł Szarek): wokal, gitara[26][33][34]
- Vania: gitara[26][33].

#### The Junkers – Kibice
Utwór muzyczny zatytułowany „Kibice” został zamieszczony w albumie na pozycji numer 4. Został on nagrany przez zespół muzyczny The Junkers. Utwór przed wydaniem składanki nie był nigdzie wcześniej publikowany. Nagrania utworu dokonano w dniu 19.02.2006 r. Miało to miejsce studiu nagraniowym Elvis van Tomato w Szczecinie.
W nagraniu utworu uczestniczyli następujący muzycy, którzy pełnili podane funkcje i grali na wskazanych instrumentach muzycznych:
- Artur (Artur Szmit): gitara basowa[8]Utwór przed wydaniem składanki nie był nigdzie wcześniej publikowany[26][35]
- Mucha (Anna Boguszewska, Muu): wokal[8]Utwór przed wydaniem składanki nie był nigdzie wcześniej publikowany[26][36]
- Synek (Dariusz Stefański, Syn, Dariusz "Synkopa" Stefański, Synuś): gitara[8]Utwór przed wydaniem składanki nie był nigdzie wcześniej publikowany[26][37]
- Zenon (Maciej Sauter, Zenhead): perkusja[8]Utwór przed wydaniem składanki nie był nigdzie wcześniej publikowany[26][38].

#### Ramzes & The Hooligans – Ważny dzień
Utwór muzyczny zatytułowany „Ważny dzień” został zamieszczony w albumie na pozycji numer 5. Został on nagrany przez zespół muzyczny Ramzes & The Hooligans. Utwór ukazał się wcześniej w albumie „Trzecia połowa” zespołu Ramzes & The Hooligans wydanym po raz pierwszy w 2003 r.. Nagrań do tego albumu dokonano w dniach od 24.06.2002 r. do 01.07.2002 r. Miało to miejsce w studiu nagraniowym "Audio-Art" M.O.K. Czerwionka-Leszczyny.
W nagraniu utworu uczestniczyli następujący muzycy, którzy pełnili podane funkcje i grali na wskazanych instrumentach muzycznych:
- Burak (Artur Latosiński): gitara, wokal[39][40]
- Nynek (Jacek Krzyszczak): perkusja, wokal[39][41]
- Ramzes (Andrzej Krettek, Andreas): wokal, gitara[39][42]
- Tick-Tock (Wojciech Stephan, Tic-Tac): gitara basowa, wokal[39][43].

#### Lumpex 75 – Bez waśni
Utwór muzyczny zatytułowany „Bez waśni” został zamieszczony w albumie na pozycji numer 6. Został on nagrany przez zespół muzyczny Lumpex 75. Utwór przed wydaniem składanki nie był nigdzie wcześniej publikowany. Nagrania utworu dokonano w studiu nagraniowym Long Train Studio w Sopocie (brak informacji o dacie nagrania).
W nagraniu utworu uczestniczyli następujący muzycy, którzy pełnili podane funkcje i grali na wskazanych instrumentach muzycznych:
- Cinek (Marcin Cinek): perkusja[8][26][44]
- Dycha: gitara, wokal[8][26]
- Kula (Marcin Walas): wokal, gitara[8][26][45]
- Zielony: gitara basowa, wokal[8][26].

#### The Trinkers – Nasze Orły
Utwór muzyczny zatytułowany „Nasze Orły” został zamieszczony w albumie na pozycji numer 7. Został on nagrany przez zespół muzyczny The Trinkers. Utwór przed wydaniem składanki nie był nigdzie wcześniej publikowany. Nagrania utworu dokonano w dniu 18.03.2006 r. Miało to miejsce studiu nagraniowym Sonic Vibe Studio we Wrocławiu. W tym samym roku co niniejszy album utwór zamieszczono także  na składance „Muzyka ulicy muzyka dla mas vol. 2” wydanej w ramach serii wydawnictw publikowanych pod szyldem „Muzyka ulicy muzyka dla mas”.
W nagraniu utworu uczestniczyli następujący muzycy, którzy pełnili podane funkcje i grali na wskazanych instrumentach muzycznych:
- Chuptys: perkusja
- Katiap: wokal, gitara
- Miki: gitara
- Rypel: gitara basowa[8][26].

#### Faul – Polska
Utwór muzyczny zatytułowany „Polska” został zamieszczony w albumie na pozycji numer 8. Został on nagrany przez zespół muzyczny Faul. Utwór przed wydaniem składanki nie był nigdzie wcześniej publikowany. Nagrania utworu dokonano w marcu 2006 r. Miało to miejsce studiu nagraniowym OCHAJO w Katowicach.
W nagraniu utworu uczestniczyli następujący muzycy, którzy pełnili podane funkcje i grali na wskazanych instrumentach muzycznych:
- Cham: gitara basowa
- Taras: wokal, gitara
- Wojtas: perkusja[8][26].

#### Werwolf 77 – Gooooool!
Utwór muzyczny zatytułowany „Gooooool!” został zamieszczony w albumie na pozycji numer 9. Został on nagrany przez zespół muzyczny Werwolf 77. Nagrania utworu dokonano w dniach 24 i 27-28 marca 2006. Miało to miejsce studiu nagraniowym Bunkier w Legionowie. Realizację i miksowanie wykonał Robert Szymański. Grupa zamieściła ten utwór później na swoim albumie wydanym w 2008 r. pod tytułem „Ostatni Dancing”.
W nagraniu utworu uczestniczyli następujący muzycy, którzy pełnili podane funkcje i grali na wskazanych instrumentach muzycznych:
- Alfred Pociecha: gitara basowa, wokal
- Eijot: wokal
- Lucjan Killjoys: perkusja
- Stanley: wokal, gitara[26].

#### Rezystencja – Biało-czerwoni
Utwór muzyczny zatytułowany „Biało-czerwoni” został zamieszczony w albumie na pozycji numer 10. Został on nagrany przez zespół muzyczny Rezystencja. Autorem muzyki i tekstu piosenki jest Jerzy – Jerzy Nowak, członek kapeli. Utwór ukazał się wcześniej w albumie „My Jesteśmy Skinheads” zespołu Rezystencja po raz pierwszy wydanym w 1995 r.. Nagrania utworu dokonano w październiku 1995 r. Miało to miejsce studiu nagraniowym Fors-Music w Czeskim Cieszynie.
W nagraniu utworu uczestniczyli następujący muzycy, którzy pełnili podane funkcje i grali na wskazanych instrumentach muzycznych:
- Bogdan (Bogdan Srokowski, Kwaśny): gitara basowa[50][53]
- Jarek: perkusja[50]
- Jerzy (Jerzy Nowak): wokal, gitara[50][51].

#### BTM – Mecz
Utwór muzyczny zatytułowany „Mecz” został zamieszczony w albumie na pozycji numer 11. Został on nagrany przez zespół muzyczny BTM. Utwór ukazał się wcześniej na EP pod tytułem „1986” po raz pierwszy wydanym w 1993 r., w splicie „Oi!Oi!Oi! Atak!!!” z 1995 r. i w albumie „1996” po raz pierwszy wydanym w 1996 r.. Nagrania tej wersji utworu dokonano w październiku 1995 r. (lub 15-17 marca 1996 r.). Miało to miejsce studiu nagraniowym Fors-Music w Czeskim Cieszynie (Czechy).
W nagraniu utworu uczestniczyli następujący muzycy, którzy pełnili podane funkcje i grali na wskazanych instrumentach muzycznych:
- Kwaśny (Bogdan Srokowski, Bogdan): gitara basowa[26][50][53]
- Jarek: perkusja[26][50]
- Jerzyk (Jerzy Nowak): wokal, gitara[26][50][51].

#### Krzyżacy PL – Górą Nasi
Utwór muzyczny zatytułowany „Górą Nasi!” został zamieszczony w albumie na pozycji numer 12. Został on nagrany przez zespół muzyczny Krzyżacy PL. Zamieszczony w albumie utwór to wersja Demo 2006. Autorstwo muzyki do utworu należy do formacji Krzyżacy PL, natomiast koncepcja i tekst piosenki do M.J., członka zespołu. Nagrania utworu dokonano w Pubie Pamela w Toruniu (brak informacji o dacie nagrania).
W nagraniu utworu uczestniczyli następujący muzycy, którzy pełnili podane funkcje i grali na wskazanych instrumentach muzycznych:
- Dyzio: perkusja
- Lechu: gitara
- M.J.: wokal
- Piotr (Wilkoś): keyboard, wokal
- Remek: gitara basowa[8][26].